# Melfi
Melfi és un municipi italià d'aproximadament 17.400 habitants, situat a la província de Potenza, a la regió Basilicata, a l'Itàlia meridional.

## Geografia
Aquesta ciutat es troba a 51 km al nord de Potenza, a la regió de Vulture-Melfese.

## Història
Els primers establiments testifiquen que la zona de Melfi és habitada des del Neolític. Els daunians i lucans estan entre les primeres civilitzacions a instal·lar-se en el seu territori i, amb els romans, és inclosa a la zona de la colònia de Venosa.
Amb la caiguda de l'Imperi Romà d'Occident, Melfi és ocupada pels romans d'Orient i els Longobards, comença a adquirir importància, però amb l'arribada dels normands la ciutat té un paper important.
Al setembre de 1042, Guillem Braç de Ferro, després de la derrota dels romans d'Orient reparteix Melfi entre 12 barons normands i el municipi esdevé la capital del comtat de la Pulla l'any 1059. Encara que el títol de capital va ser transferit a Salern i finalment a Palerm, Melfi va continuar sent un important centre de l'imperi normand i és el lloc d'organització de cinc concilis ecumènics. Vegeu Tractat de Melfi.
Sota els suaus, la ciutat es va convertir en la residència d'estiu de Frederic II, on passava el seu temps lliure practicant la falconeria. Al castell de la ciutat, l'emperador va promulgar les anomenades Constitucions de Melfi, codi de lleis fonamentals de la història del dret.
Sota la corona angevina, va començar a declinar, encara que Carles II va fer restaurar i estendre el castell, que és residència reial per a la seva dona Maria d'Hongria.
Durant la guerra entre Francesc I de França i Carles V del Sacre Imperi Romanogermànic per a la conquesta del Regne de Nàpols, l'exèrcit francès dirigit per Odet de Foix i Pedro Navarro va assetjar Melfi el març de 1528, matant aproximadament 3.000 persones, sense estalviar dones i nens. La massacre és coneguda amb el nom de Pasqua di Sangue (Pasqua de sang).
Acabada l'ocupació francesa, en virtut d'un acord amb l'emperador Carles però també a causa de la seva gran amistat, Andreu Doria és fet príncep de Melfi al desembre de 1531.
L'any 1679, Raimondo, comte de Montecuccoli va ser fet príncep de l'imperi i va rebre el ducat de Melfi del rei d'Espanya.
Proclamada l'efímera República Partenopea (1799), a Melfi és planta l'arbre de la llibertat i el municipi és controlat pels Jacobins fins a l'arribada de l'exèrcit sanfedista del cardenal Fabrizio Ruffo, el 29 de maig del mateix any. Ruffo va impedir el saqueig de la ciutat, encara que nombrosos presoners van morir a les presons, no se sap si per malaltia o per maltractaments
Després de la unificació d'Itàlia, està implicada en una guerra civil sagnant (brigantaggio post-unitat) i és ocupada per l'exèrcit legitimista de Carmine Crocco, que restaura el govern borbó a la ciutat per a un curt període.
A l'era feixista, Melfi, com altres llocs de la Basilicata, és terra d'exili d'antifeixistes com Manlio Rossi-Doria, Franco Venturi, Ada Rossi, Eugenio Colorni i la seva dona Ursula Hirschmann.
La ciutat és devastada per un sisme l'any 1930 i, en el transcurs de la Segona Guerra Mundial, va patir un bombardeig per les forces aliades el 26 de setembre de 1943.

## Economia
La fàbrica FIAT de Melfi va ser construïda entre 1991 i 1993 i és una de les joies del grup. La ciutat acull igualment una fàbrica Barilla, construïda l'any 1994, i la seu de la societat d'aigua mineral Gaudianello, que està entre les deu primeres empreses italianes del sector, fundada a Rionero in Vulture, on es realitza l'extracció.

## Cultura

### Cinema i televisió
Melfi és un dels principals llocs de rodatge de films i mini-sèries de televisió, com: 
- 1952: El Cau dels bandolers de Pietro Germi
- 1980: El eredità della priora d'Anton Giulio Majano
- 2003: L'Estiu on he crescut de Gabriele Salvatores
- 2006: Il mio paese de Daniele Vicari
- 2012: Il generale dei briganti de Paolo Poeti

## Monuments i patrimoni

### Arquitectura religiosa

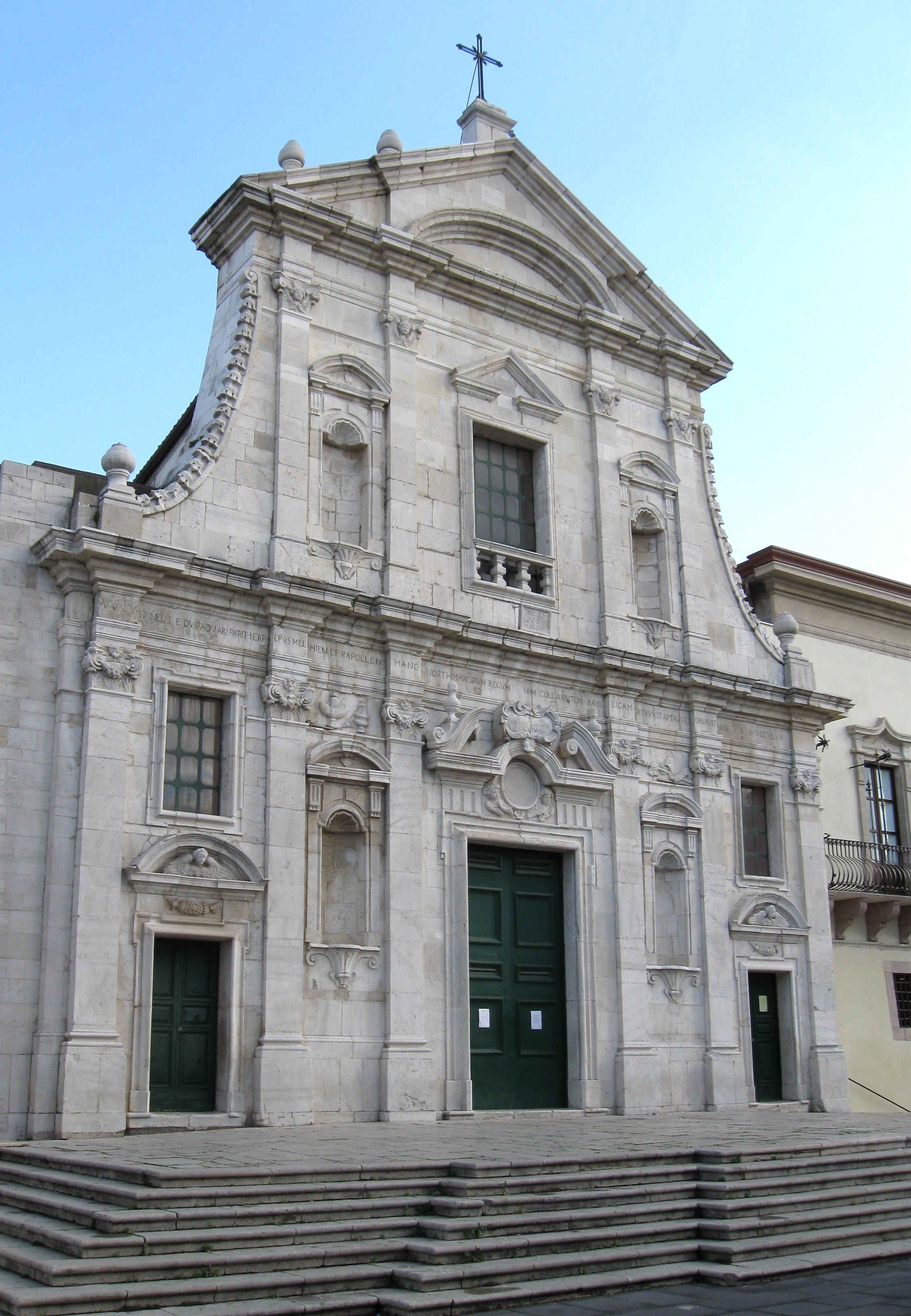
Catedral de Santa Maria Assunta

#### Catedral de Santa Maria Assunta
Construïda al segle xi, per petició de Robert Guiscard, és adaptada a l'estil barroc després de diversos sismes, excepte el campanile, construït per ordre de Roger II l'any 1153, que conserva encara un estil romànic normand.

#### Església de Sant'Antonio
Construïda l'any 1423, l'església queda greument deteriorada per l'exèrcit d'Odet de Foix durant el setge de Melfi l'any 1528 i va resistir els sismes de 1731 i de 1752, però queda seriosament deteriorada pel de 1851. L'església conserva encara un estil romànico-gòtic i diversos frescos de l'època.

#### Església rupestre de Santa Margherita
Totalment excavada al tuf, l'edifici es remunta al segle xiii. Hi ha una representació de memento mori, on serien representats les principals components de la família imperial de Suàvia: Frederic II, la seva dona Elisabet d'Anglaterra i el seu fill Conrad IV, que troben uns esquelets. És considerada com la una de les primeres il·lustracions de la dita de les tres morts i dels tres vius de la història.

### Arquitectura militar

#### El Castell

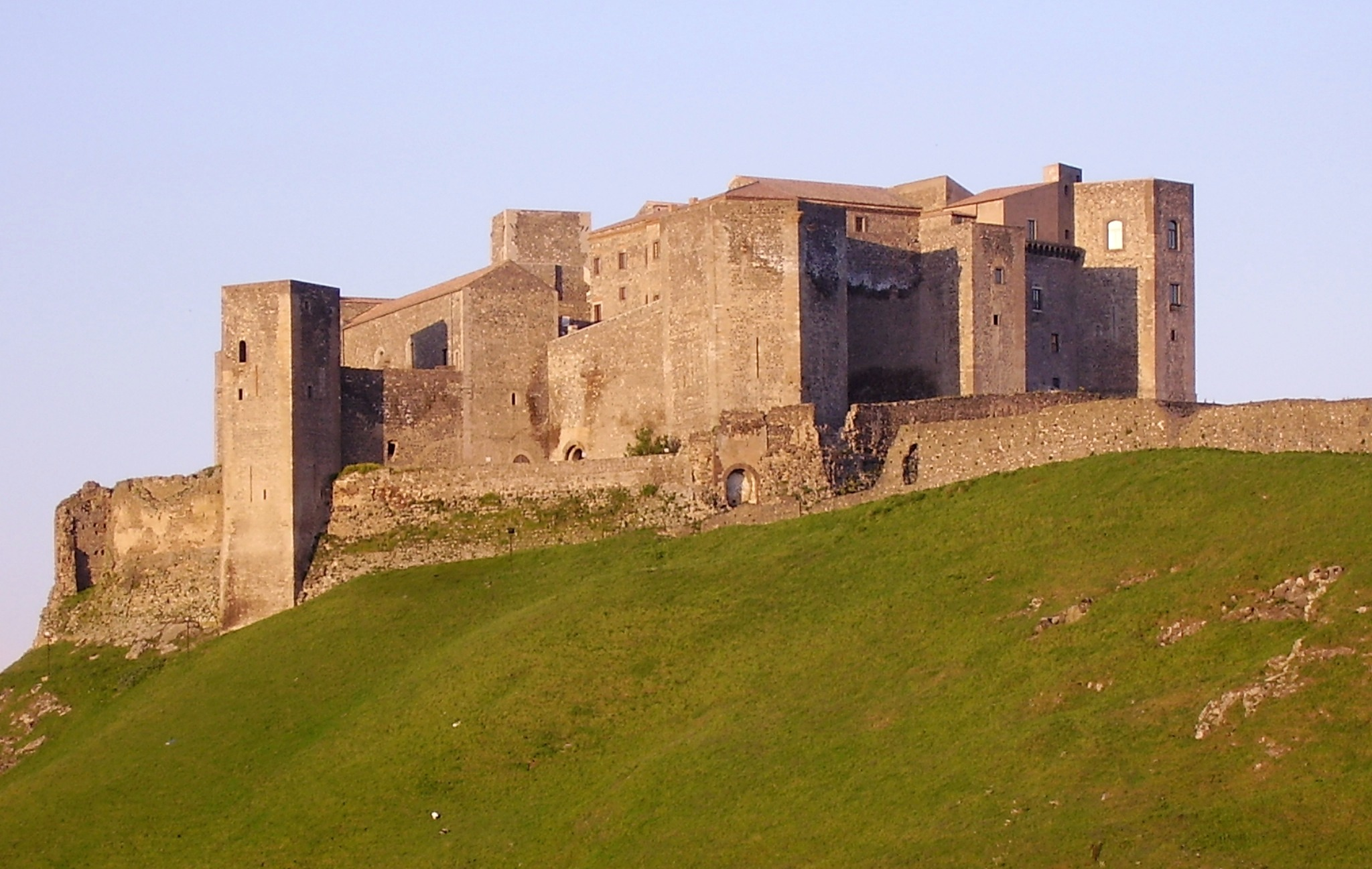
El castell

La seva fundació remunta a l'època normanda i és un dels castells medievals més importants del sud d'Itàlia. L'estructura va patit reformes pels suaus i ampliacions pels angevins i els catalans. Va ser de famílies nobles com Acciaiuoli, Marzano, Caracciolo i Doria, que van ser els propietaris del castell fins a l'any 1950. L'edifici acull el museu Arqueològic Nacional de Melfi, obert l'any 1976.

#### La Muralla

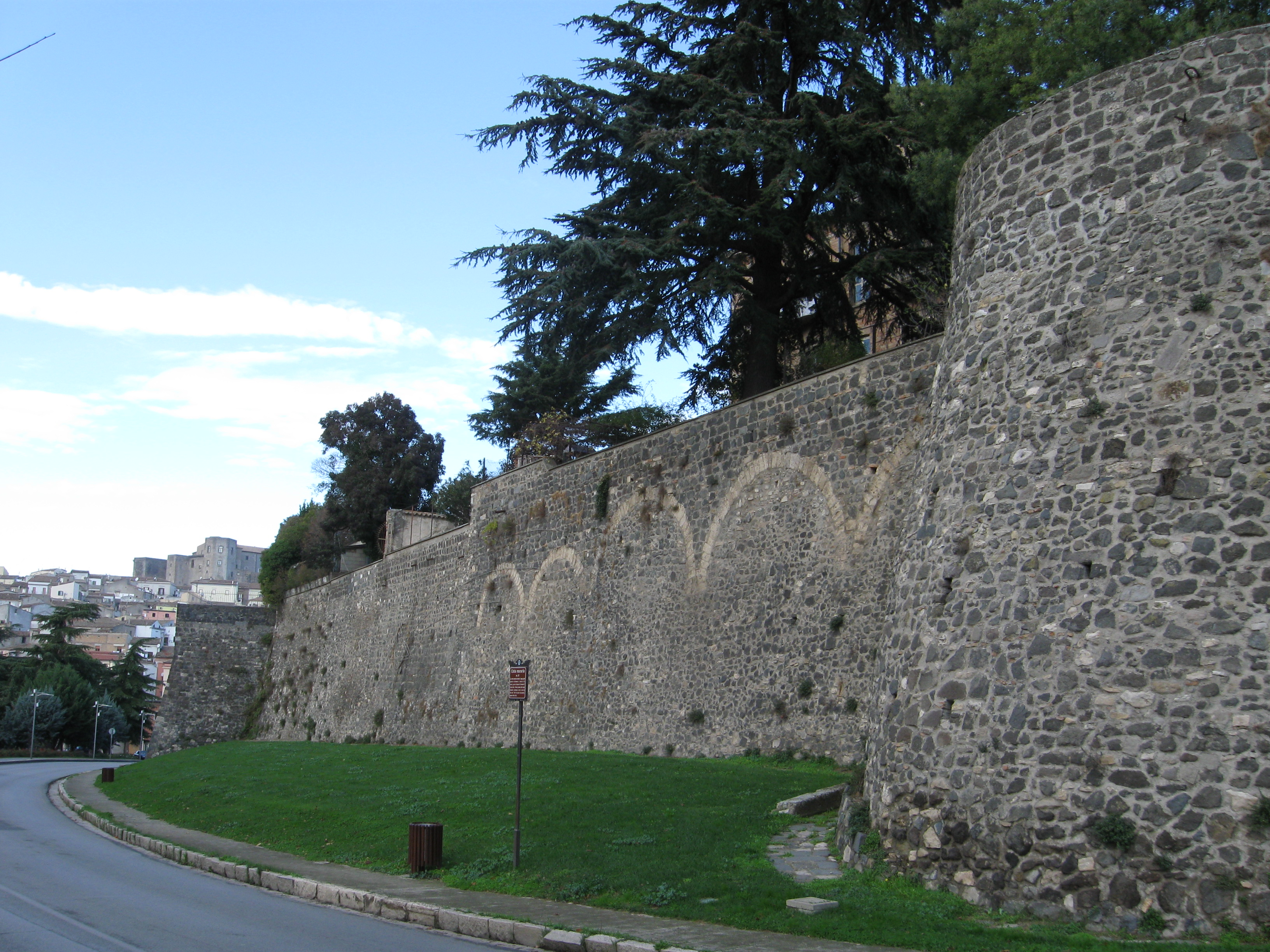
Una part de la muralla exterior

El centre històric de Melfi és totalment envoltat de murs que s'estenen més de quatre quilòmetres. Les fases de la construcció es remunten als períodes romà d'Orient, normand, suau i català. Els últims a fer canvis estructurals van ser Niccolò Acciaiuoli (segle xiv) i Giovanni Caracciolo (segle XV ). La muralla va patir diverses reformes a causa dels sismes i el sisme del 1930 va comprometre greument l'estructura

## Personalitats nascudes a Melfi
- Antoine Caraccioli (c. 1515-c. 1570), prelat, bisbe de Troies.
- Francesco Saverio Nitti (1868-1953), economista i polític, president del consell dels ministres del Regne d'Itàlia.
- Pasquale Festa Campanile (1927-1986), guionista i realitzador.
- Raffaele Nigro (1947), escriptor i periodista.
- Anthony Franciosa (1928–2006) - actor[6]